# NGC 1383
NGC 1383 (również PGC 13377) – galaktyka soczewkowata (SB0), znajdująca się w gwiazdozbiorze Erydana. Została odkryta 11 grudnia 1835 roku przez Johna Herschela. Galaktyka ta należy do gromady w Erydanie.